# Montgiscard
 Montgiscard  es una población y comuna francesa, en la región de Mediodía-Pirineos, departamento de Alto Garona, en el distrito de Toulouse y cantón de Montgiscard.

## Demografía
| 809 | 873 | 1281 | 1575 | 1792 | 1947 |
| Para los censos de 1962 a 1999 la población legal corresponde a la población sin duplicidades (Fuente: INSEE [Consultar]) |     |      |      |      |      |